# Cạnh tranh ảnh hưởng giữa Ả Rập Xê Út và Iran
Cạnh tranh ảnh hưởng giữa Ả Rập Xê Út và Iran (đôi khi được gọi là Chiến tranh Lạnh Ả-rập Xê-út – Iran  hay Chiến tranh Lạnh ở Trung Đông)  là cuộc đấu tranh đang diễn ra để dành ảnh hưởng ở Trung Đông và các vùng lân cận giữa Cộng hòa Hồi giáo Iran và Vương quốc Ả-rập Xê-út. Hai nước đã cung cấp các mức độ hỗ trợ khác nhau cho các bên đối đầu trong các xung đột gần đó, bao gồm các cuộc nội chiến tại Syria,Yemen, và Iraq. Sự cạnh tranh cũng mở rộng đến các tranh chấp ở Bahrain, Liban, Qatar, Pakistan, Afghanistan, và Nigeria, cũng như cạnh tranh rộng lớn hơn ở Bắc Phi, các lãnh thổ ở Nam Á, và Trung Á.
Trong những gì được miêu tả như là một cuộc chiến tranh lạnh, cuộc xung đột diễn ra ở nhiều cấp độ khác nhau về ảnh hưởng địa chính trị, kinh tế và ảnh hưởng của giáo phái  Sự hỗ trợ của Mỹ đối với Ả-rập Xê-út và các đồng minh của nó cùng với sự hỗ trợ ngày càng tăng của Nga và Trung Quốc đối với Iran được so sánh với thời kỳ Chiến tranh Lạnh, và cuộc xung đột ủy nhiệm được mô tả đặc điểm như một mặt trận mà Thủ tướng Nga Dmitry Medvedev gọi là cuộc "Chiến tranh Lạnh mới".

## Lịch sử

### Cách mạng Iran
Cuộc xung đột ủy nhiệm có thể bắt nguồn từ cuộc Cách mạng Iran vào năm 1979, khi Nhà nước Hoàng gia của đế chế Iran trở thành một nước cộng hòa Hồi giáo. Các nhà cách mạng đặc biệt kêu gọi việc lật đổ các chế độ quân chủ và chế độ thế tục, thay thế chúng bằng các nước cộng hòa Hồi giáo, gây báo động cho các quốc gia láng giềng nhỏ bé của Ả Rập Saudi hoạt động theo chủ nghĩa Sunni, như Ba'athist Iraq, Kuwait và các quốc gia vùng Vịnh khác, phần lớn là có chế độ quân chủ và tất cả đều có số lượng lớn người hồi giáo Shia. Những cuộc nổi dậy của người Hồi giáo quá khích đã phát ra tại Ả-rập Xê-út (chiếm đóng Al-Masjid al-Haram) vào năm 1979, Ai Cập (ám sát Anwar Sadat) và Bahrain (dự tính đảo chính) năm 1981, Syria (Hồi giáo quá khích nổi dậy) năm 1982, và Lebanon (đánh bom đại sứ quán Hoa Kỳ) năm 1983.
Trước cuộc Cách mạng Iran, hai nước này theo chính sách "hai cột trụ" của Học thuyết Nixon ở Trung Đông. Các chế độ quân chủ, đặc biệt là Iran, liên minh với Hoa Kỳ để đảm bảo sự ổn định trong khu vực vùng Vịnh và hành động như một tường thành ngăn chặn ảnh hưởng của Liên Xô trong Chiến tranh Lạnh Ả rập giữa Ả-rập Xê-út và Ai Cập dưới quyền Gamal Abdel Nasser. Liên minh này có ảnh hưởng làm dịu đi quan hệ Saudi-Iran.
Trong thời kỳ này, Ả-rập Xê-út tự cho mình là nước lãnh đạo thế giới Hồi giáo, một phần dựa trên danh nghĩa trong việc kiểm soát các thành phố linh thiêng Mecca và Medina. Nó tài trợ cho một hội nghị Hồi giáo quốc tế tại Mecca vào năm 1962 và đã thành lập Liên đoàn Hồi giáo Thế giới, một tổ chức chuyên trách truyền bá đạo Hồi và thúc đẩy sự đoàn kết Hồi giáo dưới tầm nhìn Saudi. Liên đoàn "cực kỳ hiệu quả" trong việc cổ võ Hồi giáo, đặc biệt là học thuyết Wahhabi bảo thủ được chính phủ Ả rập Xêri tán thành. Ả-rập Xê-út cũng dẫn đầu việc thành lập Tổ chức Hợp tác Hồi giáo năm 1969.
Ả Rập Xê-út là hình ảnh lãnh đạo của thế giới Hồi giáo đã bị phá hoại vào năm 1979 với sự hình thành chính phủ mới của Iran dưới quyền của Ayatollah Khomeini, người đã thách thức tính hợp pháp của triều đại nhà Al Saud và thẩm quyền của nó với tư cách người canh giữ 2 nhà thờ Hồi giáo linh thiên. Vua Khalid ban đầu chúc mừng Iran và tuyên bố rằng "đoàn kết Hồi giáo" có thể là nền tảng của mối quan hệ gần gũi hơn giữa hai nước, nhưng các mối quan hệ đã xấu đi đáng kể trong thập kỷ tới. Để đáp lại sự cố Mecca năm 1987, trong đó những người hành hương Shia đã đụng độ với lực lượng an ninh Saudi trong suốt thời kỳ Hajj, Khomeini tuyên bố: "Những người Wahhabis thô lỗ và vô lý này, cũng giống như những con dao găm đã luôn đâm vào tim của người Hồi giáo từ phía sau... Mecca nằm trong tay của một nhóm người dị giáo. "  Iran cũng kêu gọi lật đổ chính phủ Ả Rập Xê-út.

### Chiến tranh Iran–Iraq
Năm 1980, Saddam Hussein cố gắng tận dụng sự bất ổn của cuộc cách mạng ở Iran để dập tắt cuộc cách mạng trong giai đoạn trứng nước. Sợ hãi một làn sóng cách mạng có thể đe doạ đến sự ổn định của Iraq và làm dân Shia trở nên bạo dạn, Saddam đã mở một cuộc xâm lược vào ngày 20 tháng 9, gây ra cuộc chiến tranh Iran-Iraq kéo dài tám năm và gây cái chết hàng trăm ngàn người. Saddam được tường thuật là đã bảo đảm sự hỗ trợ của Ả-rập Xê-út cho nỗ lực chiến tranh của Iraq trong chuyến viếng thăm hồi tháng 8 năm 1980 của ông ta tới Ả-rập Xê-út. Thêm vào đó là sự hỗ trợ tài chính và quân sự của Iraq từ các nhà lãnh đạo láng giềng Ả-rập Xê-út, Ai Cập, Kuwait, Jordan, Qatar, và các Tiểu vương quốc Ả Rập thống nhất, nhằm mục đích rào cản thế lực của Iran và ngăn chặn cuộc cách mạng lan tràn ra.
Sự hỗ trợ của Mỹ cho Iraq trong cuộc chiến gây những ảnh hưởng sâu đậm đến Iran. Việc Mỹ che chở Saddam và vai trò của nó trong việc ngăn chặn các cuộc điều tra về việc sử dụng vũ khí hóa học của Iraq đối với lính và thường dân Iran đã thuyết phục Iran tiếp tục theo đuổi chương trình vũ khí phi quy ước của riêng mình. Chính quyền này cũng sử dụng sự thù địch của Hoa Kỳ để biện minh cho các chính sách đối ngoại và trong nước, bao gồm chương trình hạt nhân và các cuộc đàn áp đối với những bất đồng nội bộ.
Ngoài chiến tranh Iran-Iraq, Iran và Ả-rập Xê-út đã tham gia vào cuộc cạnh tranh căng thẳng ở những nơi khác, ủng hộ các nhóm vũ trang trong cuộc Nội chiến Liban, Chiến tranh Liên Xô-Afghanistan, và các xung đột khác. Sau chiến tranh lạnh, Iran và Ả-rập Xê-út vẫn tiếp tục hỗ trợ các nhóm và tổ chức giáo phái khác nhau như ở Iraq và Yemen.

### Dính líu trong xung đột giữa Israel và Palestine
Cả Iran và Ả-rập Xê-út đều sử dụng các phương pháp khác nhau để giải quyết cuộc xung đột giữa Israel và Palestine. Iran chọn cách tiếp cận đối đầu, trang bị và tài trợ cho những nhóm được ủy nhiệm như Hamas và Hezbollah (và các nhóm nhỏ hơn như PIJ và PFLP) để chống lại Israel. Trong khi Ả-rập Xê-út lại ưa thích cách tiếp cận ngoại giao như Sáng kiến Hoà bình Ả Rập công bố vào năm 2002 và tái khẳng định trong năm 2007 và 2013 để đưa ra một hiệp định hòa bình toàn diện với Israel.

### Mùa xuân Ả Rập

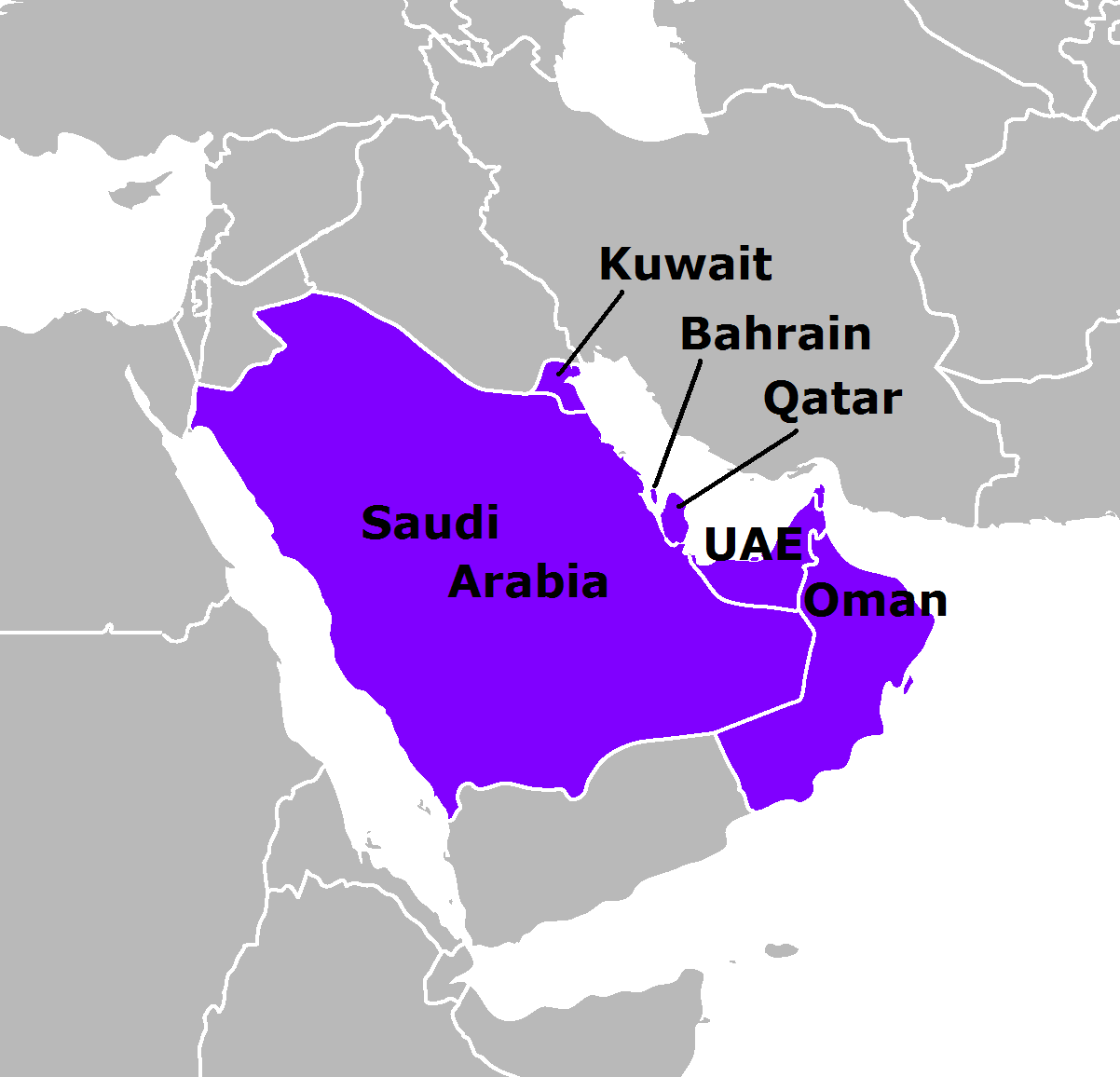
Những nước thành viên của Hội đồng Hợp tác Vịnh

Giai đoạn hiện tại của cuộc xung đột giữa 2 nước bắt đầu vào năm 2011 khi Mùa xuân Ả Rập gây ra một làn sóng cách mạng ở Trung Đông và Bắc Phi, dẫn tới các cuộc cách mạng ở Tunisia, Ai Cập và Yemen, và cuộc nội chiến bùng nổ ở Libya và Syria. Đáp lại, Ảrập Xêút kêu gọi thành lập Liên minh Vịnh để tăng cường quan hệ giữa các quốc gia thành viên của Hội đồng Hợp tác Vịnh (GCC), một khối chính trị và kinh tế được thành lập vào năm 1981. Đề xuất này phản ánh mối quan tâm của chính phủ Ả Rập Saudi tìm cách ngăn ngừa các cuộc nổi dậy tiềm tàng bởi những người thiểu số bị tước quyền ở các quốc gia vùng Vịnh cũng như về việc cạnh tranh địa phương với Iran. Liên minh sẽ tập trung ảnh hưởng của Ả Rập Saudi trong khu vực bằng cho nó kiểm soát nhiều hơn về các vấn đề quân sự, kinh tế và chính trị ảnh hưởng đến các quốc gia thành viên. Ngoại trừ Bahrain, các thành viên đã bác bỏ liên minh đề xuất, như Oman, Qatar, Kuwait và United Arab Emirates cảnh báo rằng nó sẽ dẫn tới sự thống trị của Saudi.
Do tầm quan trọng của cuộc xung đột Israel-Palestine giảm đi vì vấn đề chia rẽ và căng thẳng với Iran, các nước GCC đã tìm kiếm hợp tác kinh tế và an ninh chặt chẽ hơn với Israel, nước tham gia vào cuộc xung đột ủy nhiệm riêng của mình với Iran. Ả-rập Xê-út cũng ngày càng trở nên quan ngại về cam kết của Mỹ với tư cách là đồng minh và bảo đảm an ninh. Chính sách đối ngoại của Hoa Kỳ quay trở lại Á Châu, việc giảm phụ thuộc vào dầu của Ảrập Xêút và tiềm năng tiến lại gần với Iran đã góp phần tạo ra một chính sách đối ngoại của Ả Rập Saudi. Vào năm 2015, Ả-rập Xê-út đã thành lập Liên minh quân sự Hồi giáo Liên Chính phủ để chống khủng bố (IMAFT) vào tháng 12 năm 2015 với mục tiêu chống khủng bố. Liên minh hiện nay bao gồm 41 quốc gia thành viên, tất cả đều do các chính phủ Sunni lãnh đạo. Shia dẫn đầu Iran, Iraq, và Syria bị loại trừ, một điều gây ra mối quan tâm rằng sáng kiến này là một phần trong nỗ lực của Saudi Arabia để cô lập Iran.
Sự bắt đầu của mùa Đông Ả rập làm tăng thêm mối quan ngại của Saudi về Iran cũng như sự ổn định bên trong nước nó. Điều này đã thúc đẩy Riyadh phải thực hiện những hành động lớn hơn để duy trì hiện trạng, đặc biệt là ở Bahrain và các quốc gia có biên giới khác, với một chính sách đối ngoại mới được miêu tả như là một "phiên bản thế kỷ 21 của Học thuyết Brezhnev" Iran đã tiếp cận ngược lại với hy vọng lợi dụng sự bất ổn của khu vực bằng cách mở rộng sự hiện diện của nó trong "Shia Crescent" và tạo ra một hành lang có ảnh hưởng trải dài từ Iraq đến Libăng, thực hiện một phần bằng cách hỗ trợ các lực lượng Shia trong cuộc chiến chống ISIL 
Mặc dù tất cả đều chia sẻ lo ngại về Iran, nhưng các chính phủ Ả Rập Sunni cả trong và ngoài GCC không đồng ý với nhau về Hồi giáo chính trị. Cơ cấu tôn giáo Wahhabi của Saudi Arabia và hệ thống quan liêu từ trên xuống của nó khác với một số đồng minh của nó như Qatar, thúc đẩy các nền tảng Hồi giáo Sunni theo chủ nghĩa dân túy giống như của Tổng thống Recep Tayyip Erdoğan ở Thổ Nhĩ Kỳ. Qatar cũng chỉ trích những nước Sunni lân cận ủng hộ các tổ chức xuyên quốc gia gây tranh cãi như Anh em Hồi giáo, vào năm 2015 được các chính phủ Bahrain, Ai Cập, Nga, Syria, Saudi Arabia và Các Tiểu vương quốc Ả Rập thống nhất coi là một tổ chức khủng bố. Các Tiểu vương quốc Ả Rập Thống nhất lại ủng hộ các lực lượng chống Hồi giáo quá khích ở Libya, Ai Cập, Yemen và các nước khác, và tập trung nhiều hơn vào các vấn đề trong nước, tương tự như Ai Cập dưới thời Tổng thống Abdel Fattah el-Sisi. Những khác biệt này làm cho nó không chắc rằng thế giới Sunni có thể đoàn kết chống lại Iran và khủng bố, mặc dù cùng chia sẻ sự phản đối.
Bản chất phức tạp của các mối quan tâm về kinh tế và an ninh, sự phân chia hệ tư tưởng, và các liên minh liên kết cũng được so sánh với thời trước Thế chiến thứ I ở châu Âu . Cuộc xung đột cũng có những điểm tương đồng với cuộc chiến tranh lạnh Ả Rập giữa Ai Cập và Ả-rập Xê-út vào những năm 1950 và 1960. Ảnh hưởng được đánh giá bởi khả năng ảnh hưởng của mỗi quốc gia đến các quốc gia láng giềng, các nhóm hoạt động phi chính phủ đóng vai trò quan trọng, và sự chia rẽ trong cả hai phe dẫn đến các liên minh chiến thuật giữa các quốc gia ở các phía đối nghịch nhau.

## Chương trình hạt nhân của Iran và Ả-rập Xê-út
Mặc dù cả Iran và Ả-rập Xê-út đã ký kết Hiệp ước không phổ biến vũ khí hạt nhân vào năm 1970 và 1988, một cuộc chạy đua vũ trang hạt nhân tiềm ẩn đã là một mối quan tâm trong nhiều năm. Cả hai chính phủ đều tuyên bố rằng các chương trình của họ là vì mục đích hòa bình, nhưng các chính phủ và tổ chức nước ngoài đã cáo buộc cả hai nước đang thực hiện những biện pháp để có được khả năng chế tạo vũ khí hạt nhân.
Chương trình hạt nhân đang được tiến hành của Iran bắt đầu vào những năm 1950 dưới thời Shah hợp tác với Hoa Kỳ như là một phần của chương trình Hạt nhân cho hòa bình. Sự hợp tác này tiếp tục cho đến cuộc Cách mạng Iran vào năm 1979. Các biện pháp trừng phạt đã được áp dụng kể từ đó, và được mở rộng vào năm 2006 với việc thông qua Nghị quyết 1737 và Nghị quyết 1696 của Hội đồng Bảo an Liên Hợp Quốcđể đáp lại chương trình làm giàu uranium của Iran.
Ả-rập Xê-út đã cân nhắc một số lựa chọn để phản ứng chương trình của Iran: Đạt được khả năng chế tạo vũ khí hạt nhân để ngăn chặn, lập một liên minh với một cường quốc hạt nhân hiện có hoặc theo đuổi thỏa thuận khu vực cấm vũ khí hạt nhân. Người ta tin rằng Saudi Arabia đã là nhà tài trợ tài chính chính cho chương trình hạt nhân của Pakistan từ năm 1974, một dự án bắt đầu dưới thời cựu Thủ tướng Zulfikar Ali Bhutto. Các quan chức cấp cao của Mỹ, vào năm 2003, báo cáo rằng, Ả-rập Xê-út đã đưa ra "quyết định chiến lược" để mua các vũ khí nguyên tử "off-the-shelf" của Pakistan. Năm 2003, tờ The Washington Times đưa tin Pakistan và Ả-rập Xê-út đã ký một thoả thuận bí mật về hợp tác hạt nhân nhằm cung cấp cho Saudi công nghệ vũ khí hạt nhân để đổi lấy dầu giá rẻ cho Pakistan.
Kế hoạch Hành động về Hợp tác Toàn diện năm 2015 giữa Iran và các quốc gia P5+1 (nhóm năm thành viên thường trực của Hội đồng Bảo an Liên Hợp Quốc, cụ thể là Trung Quốc, Pháp, Nga, Anh Quốc, và Hoa Kỳ, cộng với Đức) đã gây nhiều lo ngại cho Ả-rập Xê-út, coi đó như một bước hướng tới việc giảm đi sự cô lập quốc tế của Iran và có thể làm trầm trọng thêm cuộc xung đột ủy nhiệm.

## Dính líu vào các xung đột trong khu vực

### Bahrain
Saudi Arabia và Iran đã tìm cách mở rộng ảnh hưởng của họ ở Bahrain trong nhiều thập kỷ. Trong khi đa số người Hồi giáo ở Bahrain là Shia, đất nước này được cai quản bởi gia đình Sunni Al Khalifa. Iran tuyên bố chủ quyền đối với Bahrain cho đến năm 1970, khi Shah Mohammad Reza Pahlavi từ bỏ các tuyên bố sau khi đàm phán với Vương quốc Anh. Cuộc Cách mạng Iran đã dẫn tới việc tiếp tục quan tâm đến các vấn đề Bahrain. Năm 1981, tổ chức Mặt trận Mặt trận Hồi giáo giải phóng Bahrain dẫn đầu một cuộc đảo chánh không thành công để cài đặt một chế độ thần quyền Shia do Hadi al-Modarresi dẫn đầu. Kể từ đó, chính phủ đã buộc tội Iran hỗ trợ các âm mưu khủng bố ở biên giới của nó.
Các quốc gia Sunni từ lâu đã lo ngại rằng Iran có thể gây ra tình trạng bất ổn trong cộng đồng thiểu số Shia ở khu vực, đặc biệt là ở Bahrain. Sự ổn định của chế độ Al Khalifa phụ thuộc rất nhiều vào sự hỗ trợ của Ả Rập Saudi. Hòn đảo này nối liền với Ả-rập Xê-út bởi đường King Fahd Causeway dài 25 cây số, và sự gần gũi của nó với Vùng Đông có nhiều dầu của Ả-Rập Xê-út được Riyadh xem là vùng đáng quan tâm về an ninh. Bất kỳ thành tựu chính trị nào của Shia ở Bahrain đều được Saudis nhìn nhận như những thắng lợi cho Iran.
Để đối phó với Mùa xuân Ả Rập trong năm 2011, các chế độ GCC đã tìm cách duy trì tính hợp pháp của họ thông qua cải cách xã hội, bố thí kinh tế và đàn áp bạo lực. Các quốc gia thành viên cũng chia sẻ một phần tài sản dầu kết hợp của họ với Bahrain và Oman để duy trì sự ổn định. Các lực lượng GCC do Ảrập Xêút lãnh đạo đã nhanh chóng can thiệp để ủng hộ chế độ Al Khalifa đập tan cuộc nổi dậy chống chính phủ ở Bahrain.
Chính phủ Bahrain đã đổ lỗi cho Iran về các cuộc biểu tình, nhưng một ủy ban độc lập do vua Hamad thành lập đã bác bỏ tuyên bố này, thay vào đó nhấn mạnh việc vi phạm nhân quyền được thực hiện trong cuộc đàn áp . Các cuộc biểu tình, cùng với thỏa thuận hạt nhân với Iran, làm căng thẳng mối quan hệ của Bahrain với Hoa Kỳ. Bahrain đã tìm kiếm mối quan hệ gần gũi hơn với Nga, nhưng điều này bị hạn chế do liên minh của Saudi Arabia với Mỹ.
Sau khi mùa Đông Ả Rập bắt đầu, Bahrain buộc tội Iran tổ chức một số sự cố trong nước như là một phần của chiến dịch gây bất ổn cho nước này. Tehran phủ nhận mọi cáo buộc và buộc tội chính phủ Bahrain đổ lỗi cho các vấn đề nội bộ của nước này cho Iran sau mỗi vụ việc . Vào tháng 8 năm 2015, chính quyền ở Bahrain đã bắt giữ 5 nghi phạm về một vụ đánh bom ở Sitra. Các quan chức liên kết các vụ tấn công với lực lượng Bảo vệ Cách mạng Hồi giáo Iran và Hezbollah, mặc dù Iran phủ nhận bất cứ sự liên quan nào. Vào tháng 1 năm 2016, Bahrain tham gia Ảrập Xêút trong việc cắt đứt quan hệ ngoại giao với Tehran sau vụ tấn công vào các sứ mệnh ngoại giao của Saudi ở Iran. Vào tháng 11 năm 2017, Bahrain tuyên bố một vụ nổ trên đường ống dẫn dầu chính là "phá hoại khủng bố" có liên quan tới Iran, gây ra sự khiển trách từ Tehran. Ả rập Xê út cũng nhắc đến vụ việc như là một cuộc "tấn công vào đường ống".

### Syria
Syria là một chiến trường lớn trong cuộc xung đột ủy nhiệm trong suốt cuộc nội chiến đang diễn ra, bắt đầu vào năm 2011. Iran và các nước GCC đã cung cấp các mức hỗ trợ quân sự và tài chính khác nhau cho các bên đối nghịch, với Iran hậu thuẫn chính phủ Syria và Ả Rập Saudi hỗ trợ các nhóm nổi dậy.
Syria là một phần quan trọng trong phạm vi ảnh hưởng của Iran, và chính phủ Bashar al-Assad từ lâu đã là một đồng minh mạnh. Trong những giai đoạn đầu của Mùa xuân Ả Rập, Nhà lãnh đạo tối cao Khamenei ban đầu đã bày tỏ sự ủng hộ cho các cuộc cách mạng ở Tunisia và Ai Cập, biểu thị đặc điểm chúng như một "sự tỉnh thức Hồi giáo" giống như cuộc cách mạng của họ vào năm 1979. Khi các cuộc biểu tình nổ ra ở Syria, Iran đã thay đổi vị trí và lên án chúng, so sánh cuộc nổi dậy với các cuộc biểu tình bầu cử tổng thống Iran vào năm 2009 và cáo buộc Hoa Kỳ và Israel đang đứng đằng sau tình trạng bất ổn.
Chiến tranh đe doạ vị thế của Iran, Ả-rập Xê-út và các đồng minh của họ đã đứng về phía phiến quân Sunni một phần để làm suy yếu Iran. Trong nhiều năm, quân đội Iran đã tham gia vào cuộc chiến, với những người lính trong Quân đội Cách mạng Hồi giáo (IRGC) đang phải đối mặt với số thương vong nặng . Vào năm 2014,với ngày kết thúc cuộc xung đột vẫn còn xa vời, Iran đã tăng cường hỗ trợ dưới đất cho Quân đội Syria, cung cấp lực lượng ưu tú, thu thập thông tin và huấn luyện. Iran cũng ủng hộ các chiến binh Hezbollah thân Assad.
Nga can thiệp vào tháng 9 năm 2015 để cung cấp hỗ trợ chính phủ Assad và nhắm mục tiêu vào các nhóm nổi dậy, hợp tác với Iran và sử dụng các căn cứ không quân của Iran để tiến hành các cuộc không kích. Saudi Arabia phản đối bằng cách tăng cường ủng hộ quân nổi dậy và cung cấp tên lửa TOW chống tăng của Mỹ, một động thái làm chậm lại tiến bộ ban đầu của quân đội Nga và Syria .
Vào năm 2015, Iran và Ả-rập Xê-út đồng ý tham gia các cuộc đàm phán hòa bình tại Vienna với sự tham gia của Ngoại trưởng Hoa Kỳ John Kerry và Ngoại trưởng Nga Sergey Lavrov, nhưng các cuộc đàm phán cuối cùng đã thất bại.

### Yemen
Yemen được cho là một trong những mặt trận chính trong cuộc xung đột do cuộc cách mạng và cuộc nội chiến tiếp theo Yemen đã có nhiều năm nằm trong tầm ảnh hưởng của Ả Rập Saudi. Cuộc nổi dậy Houthi kéo dài suốt một thập niên ở Yemen gây căng thẳng với Iran, với những cáo buộc về sự hỗ trợ bí mật của Iran cho những người nổi dậy. Báo cáo của LHQ năm 2015 cáo buộc Iran cung cấp cho quân nổi dậy Houthi các khoản tiền, đào tạo và cung cấp vũ khí bắt đầu từ năm 2009. Tuy nhiên, mức độ ủng hộ đã bị tranh cãi, và cáo buộc về sự tham gia nhiều hơn đã bị Iran phủ nhận. Cuộc đảo chánh 2014-2015 được lãnh đạo Saudi coi là một mối đe dọa trước mắt và là cơ hội để Iran giành được chỗ đứng trong khu vực. Tháng 3 năm 2015, một liên minh Ả Rập do Ả Rập Saudi dẫn đầu đã can thiệp bằng các cuộc không kích và tấn công bằng cả đường bộ ở nước này, tuyên bố toàn bộ Tỉnh Saada là mục tiêu quân sự và áp đặt một cuộc phong tỏa đường biển.
Hoa Kỳ đã can thiệp vào tháng 10 năm 2016 sau khi tên lửa bắn vào một tàu chiến của Hoa Kỳ, có chức năng bảo vệ các chuyến tàu chở dầu dọc theo đường biển đi qua eo biển Mandeb. Mỹ đổ lỗi cho quân nổi dậy và đáp trả bằng các cuộc tấn công tên lửa nhắm vào các địa điểm trang bị radar dọc theo bờ biển Đỏ. Đáp lại, phiến quân gọi đó là bằng chứng Mỹ ủng hộ chiến dịch Saudi.

### Iraq
Trong khi đa số người Hồi giáo ở Iraq là Shia, quốc gia này đã bị cai trị bởi các chính phủ Sunni dưới thời đế chế Ottoman, Vương quốc Iraq được người Anh thiết lập và đảng Ba'ath Xã hội Ả Rập trong hàng thập kỷ. Dưới sự cai trị của Saddam Hussein, Iraq đã thù nghịch đối với cả Iran và Ả-rập Xê-út và hoạt động như một cường quốc khu vực giữ cân bằng. Cuộc xâm lăng do người Mỹ dẫn đầu năm 2003 đã gây ra một khoảng trống quyền lực trong khu vực. Với chế độ Ba'athist đối nghịch bị hạ bệ, Iran tìm kiếm một chính phủ, mà trong đó người Shia chiến ưu thế, thân thiện hơn và ủng hộ phe nổi dậy đối lập như là một phần của nỗ lực nhằm phá hoại liên minh mà Iran lo sợ sẽ cài đặt một chính phủ thù địch đối với các lợi ích của nó
.
Ả-rập Xê-út vẫn còn thụ động hơn trong thời gian Mỹ chiếm đóng Iraq, thận trọng để duy trì quan hệ với Hoa Kỳ bằng cách tránh bất kỳ sự hỗ trợ trực tiếp nào cho nhóm nổi dậy Sunni. Riyadh ủng hộ cam kết của chính quyền Bush ở lại Iraq, vì nó hạn chế ảnh hưởng của Iran . Các sắc lệnh ban hành tháng 5 năm 2003 bởi Nhà quản trị Cơ quan liên minh lâm thời Paul Bremer để loại trừ các thành viên của Đảng Ba'ath khỏi chính phủ Iraq mới và giải tán quân đội Iraq làm suy yếu nỗ lực chiếm đóng. Các sắc lệnh đã trao quyền cho các phe nổi dậy khác nhau và làm suy yếu các chức năng của chính phủ mới, khiến Iraq dễ bị tổn thương trong tương lai bất ổn.
Sau khi Hoa Kỳ rút khỏi Iraq vào tháng 12 năm 2011, nước này đã rơi sâu vào phạm vi ảnh hưởng của Iran. Sự bất ổn kết quả từ cuộc nội chiến Iraq và sự trỗi dậy của ISIL đã đe dọa sự tồn tại của chế độ Iraq và dẫn đến sự can thiệp của Iran vào năm 2014. Iran đã huy động các nhóm dân quân Shia để ngăn chặn và cuối cùng đẩy lùi sự nổi dậy của người Sunni . Chính phủ Iraq vẫn chịu ảnh hưởng đặc biệt của Iran và tham vấn với nó về hầu hết các vấn đề.

### Afghanistan
Sự cạnh tranh đã góp phần vào sự bất ổn đang diễn ra ở Afghanistan. Afghanistan chia sẻ quan hệ lịch sử với Iran, và có tầm quan trọng chiến lược đối với Ả-rập Xê-út. Sau Chiến tranh Lạnh, chính sách của Ả Rập Saudi đã chuyển từ cuộc chiến chống chủ nghĩa cộng sản sang xâm chiếm ảnh hưởng Iran ở Nam và Trung Á. Saudi Arabia là một trong ba quốc gia chính thức công nhận chính phủ Sunni Taliban vào năm 1996 cùng với các đồng minh Pakistan và Các tiểu vương quốc Ả-rập thống nhất. Năm 2001, cuộc xâm lược Afghanistan và việc lật đổ Taliban sau Sự kiện 11 tháng 9 đã mang lại lợi ích cho Iran, nước trước đây từng ở trên bờ chiến tranh với nhóm này. Thay đổi chế độ đã loại bỏ mối đe dọa chủ yếu dọc theo biên giới phía đông của nó, và việc lật đổ Saddam Hussein hai năm sau đó đã tăng cường vị trí của Iran, cho phép nó tập trung lại các nỗ lực của mình vào các khu vực khác của Trung Đông như Syria và Yemen.

### Pakistan
Kể từ năm 1989, Pakistan đã và đang đối phó với xung đột giáo phái. Dân số chủ yếu là người Sunni và có khoảng 10-15% người theo Shia .
Pakistan phụ thuộc kinh tế vào Ả Rập Saudi và đó cũng là một đồng minh chiến lược then chốt. Riyadh đã đầu tư vào các dự án vũ khí hạt nhân của nước này và tin rằng họ có thể sử dụng Pakistan để nhanh chóng có được vũ khí hạt nhân theo ý muốn. Ả-rập Xê-út cũng coi tỉnh Balochistan là một phương tiện tiềm ẩn để gây bất ổn dân tộc thiểu số ở Iran .
Vào năm 2015, Pakistan tuyên bố trung lập trong cuộc xung đột ở Yemen sau khi Ả-rập Xê-út kêu gọi hỗ trợ quân sự. Nó cuối cùng đã cung cấp một số mức độ hỗ trợ bí mật, tham gia Somalia trong việc gửi các lực lượng ủy nhiệm để hỗ trợ chiến dịch do Saudi tiến hành chống lại phiến quân Houthi. Năm 2016, Ả-rập Xê-út đã tìm kiếm mối quan hệ gần gũi hơn với Pakistan như là một phần của chính sách "nhìn về phía Đông" mở rộng tầm với đến Đông và Nam Á.

### Qatar
Quan hệ giữa Qatar và Ả-rập Xê-út đã căng thẳng kể từ đầu mùa xuân Ả-rập . Qatar đã là trọng tâm của cuộc tranh cãi trong cuộc đối đầu giữa Saudi-Iran với mối quan tâm lâu dài của Saudi Arabia về mối quan hệ của Qatar với Iran và các nhóm vũ trang được Iran ủng hộ.
Tháng 6 năm 2017, Ảrập Xêút, Các Tiểu vương quốc Ả-rập thống nhất, Bahrain, Ai Cập, Maldives, Mauritania, Mauritius, Sudan, Senegal, Djibouti, Comoros, Jordan, chính phủ Libya đặt ở Tobruk và chính phủ Yemen của Hadi đã cắt đứt quan hệ ngoại giao với Qatar và ngăn chặn không phận của họ vào Qatar và các tuyến đường biển cùng với Ả Rập Xê út chặn con đường bộ duy nhất nối với nước này, do mối quan hệ của nó với Iran, Al-Jazeera tường thuật những thông tin tiêu cực về các quốc gia khác của GCC và Ai Cập và sự ủng hộ của chính phủ này đối với các nhóm Hồi giáo quá khích. Qatar cũng bị trục xuất khỏi liên minh chống Houthi. Bộ trưởng Quốc phòng của Qatar, ông Khalid bin Mohammed Al Attiyah, đã gọi việc phong tỏa này giống như một cuộc chiến tranh không đổ máu và bộ trưởng tài chính của Qatar, ông Ali Sharif Al Emadi, tuyên bố rằng Qatar đủ giàu để chống lại cuộc phong tỏa.
Khối này đã tìm kiếm một đảm bảo rằng, Qatar trong tương lai sẽ phải hòa hợp trong tất cả các vấn đề với các quốc gia vùng Vịnh khác, thảo luận tất cả các quyết định với họ, và cung cấp các báo cáo định kỳ về hoạt động của nó (hàng năm cho năm thứ nhất, hàng quý cho năm thứ hai và hàng năm cho mười năm). Họ cũng yêu cầu trục xuất tất cả những người tị nạn chính trị sống ở Qatar về nước xuất xứ, đóng băng tài sản của họ, cung cấp bất kỳ thông tin mong muốn về nơi ở, đi lại và tài chính của họ, thu hồi quốc tịch Qatari của họ nếu được nhập quốc tịch và ngăn cấm Qatar không được cấp quốc tịch nữa cho những người tị nạn. Khi các yêu cầu của họ bị Qatar khước từ, các quốc gia liên quan tuyên bố rằng cuộc phong tỏa sẽ vẫn giữ nguyên cho đến khi Qatar thay đổi chính sách của mình . Vào ngày 24 tháng 8 năm 2017, Qatar tuyên bố sẽ khôi phục lại quan hệ ngoại giao hoàn toàn với Iran.

### Liban
Phát ngôn viên của Quốc hội Iran, Ali Larijani, tuyên bố rằng Ả-rập Xê-út đã đưa ra thông tin tình báo "chiến lược" cho Israel trong Chiến tranh Liban 2006. Trong năm 2008, Ả-rập Xê-út đã đề xuất tạo ra một lực lượng Ả Rập được hỗ trợ bởi không lực của Mỹ và NATO để can thiệp vào Liban và tiêu diệt Hezbollah do Iran hậu thuẫn, theo một đường dây ngoại giao của Mỹ do Wikileaks công bố. Theo đường dây đó, Saudi lý luận, chiến thắng của Hezbollah chống lại chính phủ Siniora "kết hợp với các hành động của Iran ở Iraq và trên mặt trận Palestine sẽ là một tai hoạ cho nước Mỹ và toàn bộ khu vực." 
Vào tháng 2 năm 2016, Ả-rập Xê-út và UAE đã cấm người dân của họ đến thăm Lebanon và ngừng hỗ trợ quân sự do ảnh hưởng của Iran và việc Lebanon từ chối lên án vụ tấn công đại sứ quán Saudi ở Iran.
Thủ tướng Lebanon Saad Hariri đã từ chức vào ngày 4 tháng 11 năm 2017. Tình huống này được coi là một trò chơi quyền lực của Ả-rập Xê-út để tăng ảnh hưởng của nó tại Li-băng và làm cân bằng những chiến thắng của Iran ở Iraq và Syria. Trong một bài phát biểu trên truyền hình từ Ả-rập Xê-út, Hariri đã chỉ trích Hezbollah và đổ lỗi cho Iran đã gây ra "rối loạn và phá hoại" ở Lebanon. Nhà lãnh đạo Hezbollah Hassan Nasrallah trả lời bằng cách buộc tội Hariri từ chức là theo lệnh của Riyadh.

## Sự kiện gần đây

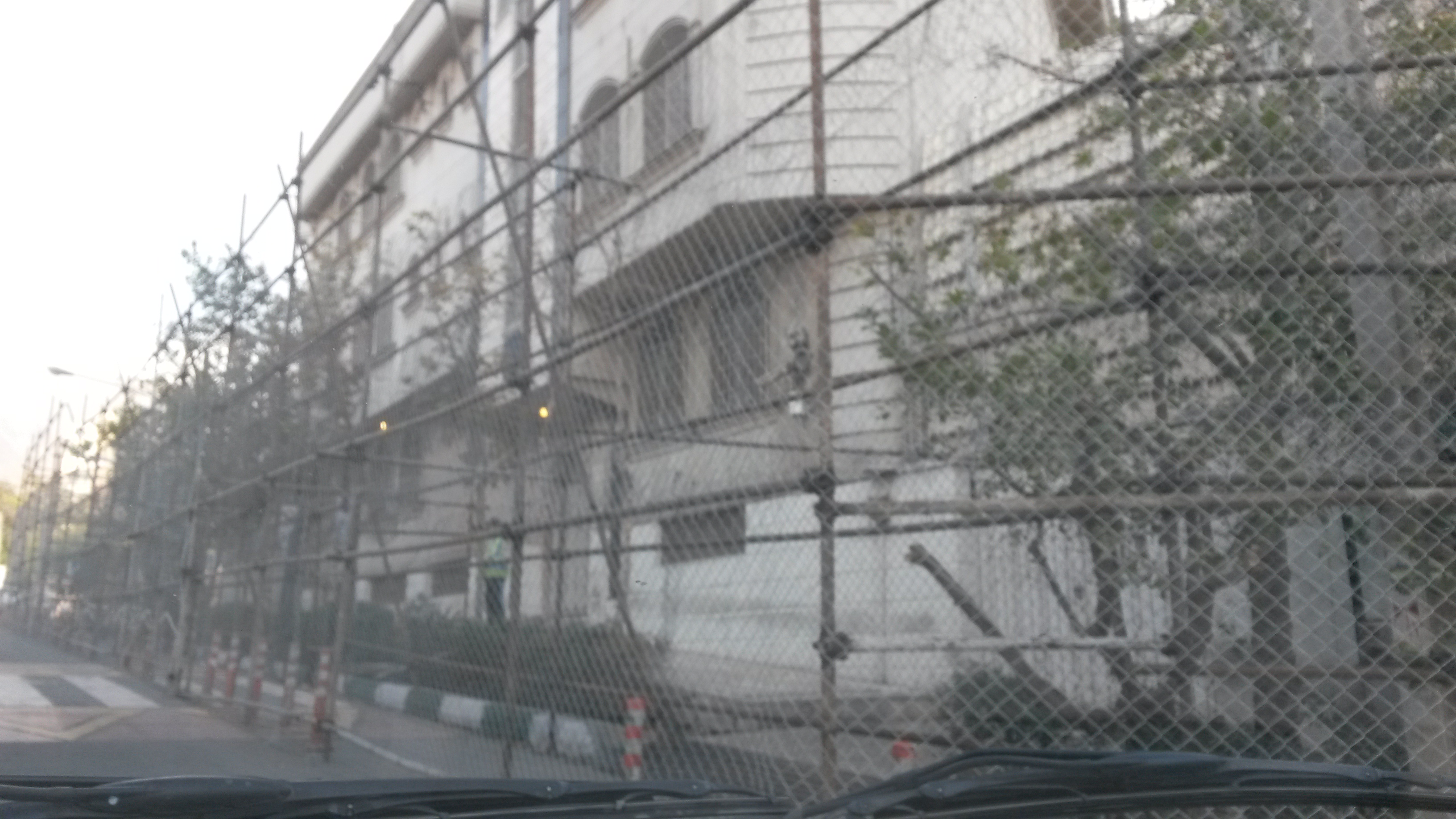
Đại sứ quán Ả-rập Xê-út tại Tehran dưới sự bảo vệ của cảnh sát Iran sau cuộc khủng hoảng dẫm đạp ở Mina

### Năm 2016
Vụ giẫm đạp Mina 2015 tại Mecca trong cuộc hành hương Hajj hàng năm bộc lên thêm những căng thẳng. Tehran đổ lỗi cho chính phủ Ả Rập Xê Út vì thảm kịch này và cáo buộc họ có năng lực kém, mà Riyadh đã bác bỏ. Tháng 5 năm 2016, Iran ngưng tham gia Hajj sắp tới . Tháng 9, Ả-rập Xê-út đã mở một kênh vệ tinh tiếng Persia 24 giờ để phát sóng cuộc tiếng hành Hajj từ ngày 10 đến ngày 15 tháng 9. Ayatollah Khamenei cáo buộc Riyadh về chính trị hoá thảm kịch Hajj và lập luận rằng Saudi Arabia không nên tổ chưc cuộc hành hương.
Vào ngày 2 tháng 1 năm 2016, 47 người đã bị xử tử tại một số thành phố Ả Rập Saudi, trong đó có giáo sĩ người Shia nổi bật Nimr al-Nimr. Những người phản đối các vụ hành quyết phản ứng bằng cách biểu tình tại thủ đô Iran, Tehran. Cùng ngày đó, một vài người biểu tình cuối cùng đã cướp phá Đại sứ quán Ả Rập Saudi tại Tehran và sau đó đã đốt cháy nó . Cảnh sát trang bị y phục chống bạo động bắt giữ 40 người trong biến cố. Đáp lại, Ả-rập Xê-út, cùng với các đồng minh, Bahrain, Sudan, Djibouti, Somalia, và Comoros cắt quan hệ ngoại giao với Iran. Bộ Ngoại giao Iran đáp lại bằng cách nói rằng, Saudi đang sử dụng vụ việc như là một cái cớ để khích động căng thẳng.
Saudi Arabia dưới thời vua Salman và thái tử Mohammad bin Salman đã thông qua một chính sách đối ngoại mạnh hơn, đặc biệt phản ánh trong sự can thiệp của nước này vào Yemen vào năm 2015 và sự dính líu của họ ở Li-băng vào năm 2017. King Salman đã có những thay đổi đáng kể trong chính sách trong nước để giải quyết nạn thất nghiệp đang tăng lên và nền kinh tế không chắc chắn. Áp lực kinh tế như vậy tiếp tục ảnh hưởng đến năng lực khu vực vào năm 2016. Nga, nước đã duy trì mối quan hệ lâu dài với Iran, tìm kiếm mối quan hệ chặt chẽ hơn với Ả-rập Xê-út. Tháng 9 năm 2016, hai nước đàm phán không chính thức về việc hợp tác sản xuất dầu. Cả hai đều bị ảnh hưởng nặng nề bởi sự sụp đổ của giá dầu và xem xét khả năng OPEC đóng băng sản lượng dầu. Trong một cuộc hội đàm, Tổng thống Nga Vladimir Putin đã đề nghị một khoản miễn thuế cho Iran, sản lượng dầu mỏ của nước này tăng đều sau khi bãi bỏ lệnh trừng phạt quốc tế vào tháng 1 năm 2016. Ông tuyên bố rằng Iran xứng đáng có cơ hội để đạt được mức sản lượng trước khi bị trừng phạt. Trong những gì được coi là một sự thỏa hiệp đáng kể, Ả rập Xê út hứa giảm sản lượng dầu của mình nếu Iran hạn chế sản lượng của nước này vào cuối năm 2016.
Các phong trào cực đoan trên khắp Trung Đông cũng đã trở thành một phân chia lớn giữa Iran và Ả-rập Xê-út. Trong thời kỳ chiến tranh lạnh, Ả-rập Xê-út đã tài trợ cho các phần tử cực đoan một phần nhằm tăng cường sức đề kháng đối với Liên bang Xô viết theo chỉ thị của Hoa Kỳ, và sau đó là để chống lại các phong trào Shia do Iran hỗ trợ. Sự hỗ trợ đã có những tác động không mong muốn của việc chuyển hóa cực đoan trong toàn khu vực. Chính phủ Ảrập Xêút giờ đây coi các nhóm cực đoan như ISIL và Mặt trận của Al-Nusra là một trong hai mối đe dọa lớn đối với vương quốc và chế độ quân chủ, mối còn lại là Iran. Trong một bài báo viết trên tờ New York Times, Ngoại trưởng Iran Mohammad Javad Zarif đồng ý rằng khủng bố là một mối đe dọa quốc tế và kêu gọi LHQ ngăn chặn việc tài trợ cho các tư tưởng cực đoan sử dụng sáng kiến WAVE của Iran làm khuôn khổ. Tuy nhiên, ông đã đổ lỗi cho Saudi Arabia và việc nó tài trợ cho Wahhabism gây ra sự bất ổn ở Trung Đông. Ông lập luận rằng Wahhabism là hệ tư tưởng cơ bản được chia sẻ giữa các nhóm khủng bố ở Trung Đông và nó đã "tàn phá do tác động của nó". Ông còn đi xa khi tuyên bố: "Chúng ta hãy loại bỏ Wahhabism ra khỏi thế giới" và khẳng định rằng, mặc dù có những lập luận khác, Wahhabism là nguyên nhân thực sự của sự cạnh tranh Iran-Ả Rập Saudi.
Cuộc bầu cử Donald Trump ở Hoa Kỳ vào năm 2016 đã khiến cả hai nước không chắc chắn về chính sách của Hoa Kỳ trong tương lai ở Trung Đông vì cả hai đều là mục tiêu chỉ trích trong chiến dịch bầu cử của ông. Chính phủ Ả rập Xê-út dự đoán rằng chính quyền Trump sẽ có thái độ hiếu chiến hơn chính quyền của ông Obama đối với Iran, có thể sẽ có lợi cho Riyadh. Iran lo sợ sự trở lại của sự cô lập về kinh tế, và Tổng thống Hassan Rouhani đã nỗ lực thiết lập sự tham gia kinh tế quốc tế hơn nữa cho đất nước bằng cách ký các hợp đồng dầu với các công ty phương Tây trước khi Trump nhậm chức.

### 2017
Tháng 5 năm 2017, Trump tuyên bố một sự thay đổi trong chính sách đối ngoại của Hoa Kỳ hướng tới việc ủng hộ Ảrập Xêút làm bất lợi cho Iran, đánh dấu sự ra đi cách tiếp cận hòa giải của Tổng thống Obama. Động thái này diễn ra vài ngày sau khi Rouhani được bầu lại ở Iran, người đã đánh bại ứng cử viên bảo thủ Ebrahim Raisi. Chiến thắng của Rouhani được xem là một ủy nhiệm theo lòng dân cho các cuộc cải cách tự do trong nước.
Một số sự cố vào giữa năm 2017 tiếp tục làm gia tăng căng thẳng. Tháng 5 năm 2017, quân đội Ả Rập bao vây thành phố Al-Awamiyah, quê hương của giáo sĩ Nimr al-Nimr, trong một cuộc đụng độ với những người vũ trang Shia. Hàng chục người dân Shia được tường thuật bị giết. Cư dân không được vào hay ra khỏi thành phố, và quân đội bắn bừa bãi khu dân cư với pháo binh và người bắn tỉa bị tường thuật là bắn vào dân. Vào tháng sáu, hãng thông tấn Press TV của nhà nước Iran tường thuật rằng, chủ tịch của một hội đồng Qur'an và hai người anh em họ của Nimr al-Nimr, người đã bị hành quyết, bị các lực lượng an ninh Ảrập Xêút giết tại Qatif. Trong cuộc đàn áp tiếp theo, chính phủ Ả Rập đã phá hủy một số di tích lịch sử, nhiều tòa nhà và nhà ở khác trong Qatif. Vào ngày 17 tháng 6, Iran tuyên bố rằng lực lượng Cảnh sát biển Ả Rập đã giết một ngư dân Iran . Ngay sau đó, chính quyền Ảrập Xêút bắt giữ ba công dân Iran mà họ tuyên bố là các thành viên của IRGC đang làm kế hoạch tấn công khủng bố vào một mỏ dầu Saudi ở ngoài khơi. Iran bác bỏ tuyên bố này, nói rằng những người bị bắt là những ngư dân thường và yêu cầu họ được thả ngay lập tức.
Sau vụ tấn công Tehran vào tháng 6 năm 2017 do các tay súng ISIL gây ra, Lực lượng Bảo vệ Cách mạng Iran đưa ra tuyên bố đổ lỗi cho Ảrập Xêút, trong khi Ngoại trưởng Ả Rập Saudi Adel al-Jubeir nói rằng không có bằng chứng nào cho thấy Saudi tham gia. Sau đó quan chức Iran Hossein Amir-Abdollahian tuyên bố rằng, Saudi Arabia là nghi phạm chính đằng sau các cuộc tấn công Tehran. Chỉ huy của IRGC, Thiếu tướng Mohammad Ali Jafari, tuyên bố rằng Iran có thông tin tình báo chứng minh sự tham gia Saudi Arabia, Israel, và của Hoa Kỳ trong vụ tấn công Tehran. Nhà lãnh đạo tối cao của Iran Ayatollah Khamenei sau đó cáo buộc Hoa Kỳ lập ra ISIL và gia nhập Ả Rập Saudi trong việc tài trợ và chỉ đạo ISIL cùng với các tổ chức khủng bố khác.
Tháng 10 năm 2017, chính phủ Thụy Sĩ thông báo một thỏa thuận trong đó nó sẽ đại diện cho các lợi ích của Ả Rập Saudi ở Iran và của Iran tại Ả-rập Xê-út. Hai nước đã cắt đứt quan hệ trong tháng 1 năm 2016.
Một số sự phát triển quan trọng xảy ra vào tháng 11 năm 2017 thu hút mối quan ngại rằng cuộc xung đột ủy nhiệm có thể leo thang thành cuộc đối đầu quân sự trực tiếp giữa Iran và Ả-rập Xê-út. Vào ngày 4 tháng 11, Bộ Quốc phòng Hoàng gia Saudi đã chặn một tên lửa đạn đạo trên Sân bay Quốc tế Riyadh. Bộ trưởng Ngoại giao Adel al-Jubeir khẳng định rằng tên lửa này do Iran cung cấp và do các chiến binh Hezbollah phát động từ lãnh thổ của quân nổi dậy Houthi ở Yemen. Thái tử Mohammad bin Salman gọi đó là "sự xâm lăng quân sự trực tiếp của chế độ Iran" và nói rằng "có thể được coi là một hành động chiến tranh chống lại vương quốc"  Cũng vào ngày 4 tháng 11, Thủ tướng Libăng từ chức, khủng hoảng chính trị được xem như là một phần nỗ lực của Ả-rập Xê-út nhằm chống lại ảnh hưởng của Iran tại nước này. Bahrain cũng đổ lỗi cho Iran về một vụ nổ ngày 10 tháng 11 tại đường ống dẫn dầu chính của nước này.
Vào ngày 24 tháng 11 năm 2017, Tổng tham mưu trưởng An ninh Dubai, ông Dhahi Khalfan đổ lỗi cho Al-Jazeera về cuộc Tấn công nhà thờ Hồi giáo Sinai 2017 và kêu gọi một liên minh do Ả Rập Saudi lãnh đạo đánh bom hệ thống truyền thông này.
Vào cuối tháng 11 năm 2017, chỉ huy IRGC Jafari cho biết lực lượng bán quân sự Hồi giáo cách mạng đã hình thành khắp Trung Đông và các khu vực xung quanh để chống lại ảnh hưởng của các nhóm chiến binh jihadi bảo thủ cực đoan và các cường quốc phương Tây.